# Napadowa hemoglobinuria z zimna
Napadowa hemoglobinuria z zimna, napadowa zimna hemoglobinuria – rzadka choroba będąca przyczyną autoimmunologicznej niedokrwistości hemolitycznej, związana z obecnością przeciwciał Donatha-Landsteinera. Jej objawy to nawracająca wysoka gorączka, dreszcze, ból brzucha, nudności i wydalanie ciemnoczerwonego moczu.
W chorobie dochodzi do powstawania przeciwciał skierowanych przeciwko erytrocytom, które doprowadzają do aktywacji układu dopełniacza i hemolizy. Choroba może wystąpić po zachorowaniu na chorobę wirusową, nowotwór układu krwiotwórczego lub kiłę trzeciorzędową.